# ミハイ1世 (ルーマニア王)
ミハイ1世（ルーマニア語: Mihai I, 1921年10月25日 - 2017年12月5日）は、ルーマニア王国の最後の国王（在位：1927年7月20日 - 1930年6月8日、1940年9月6日 - 1947年12月30日）。

## 生涯

### 誕生
1921年10月25日、ルーマニア王太子カロルとギリシャ国王コンスタンティノス1世の長女エレーニの長子として、ペレシュ城で生まれる。イギリス女王ヴィクトリアの玄孫にあたる。

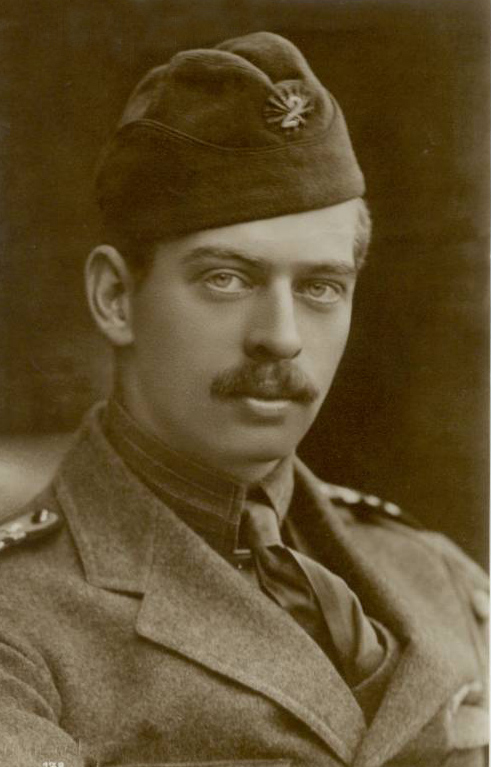
父・ルーマニア王太子カロル
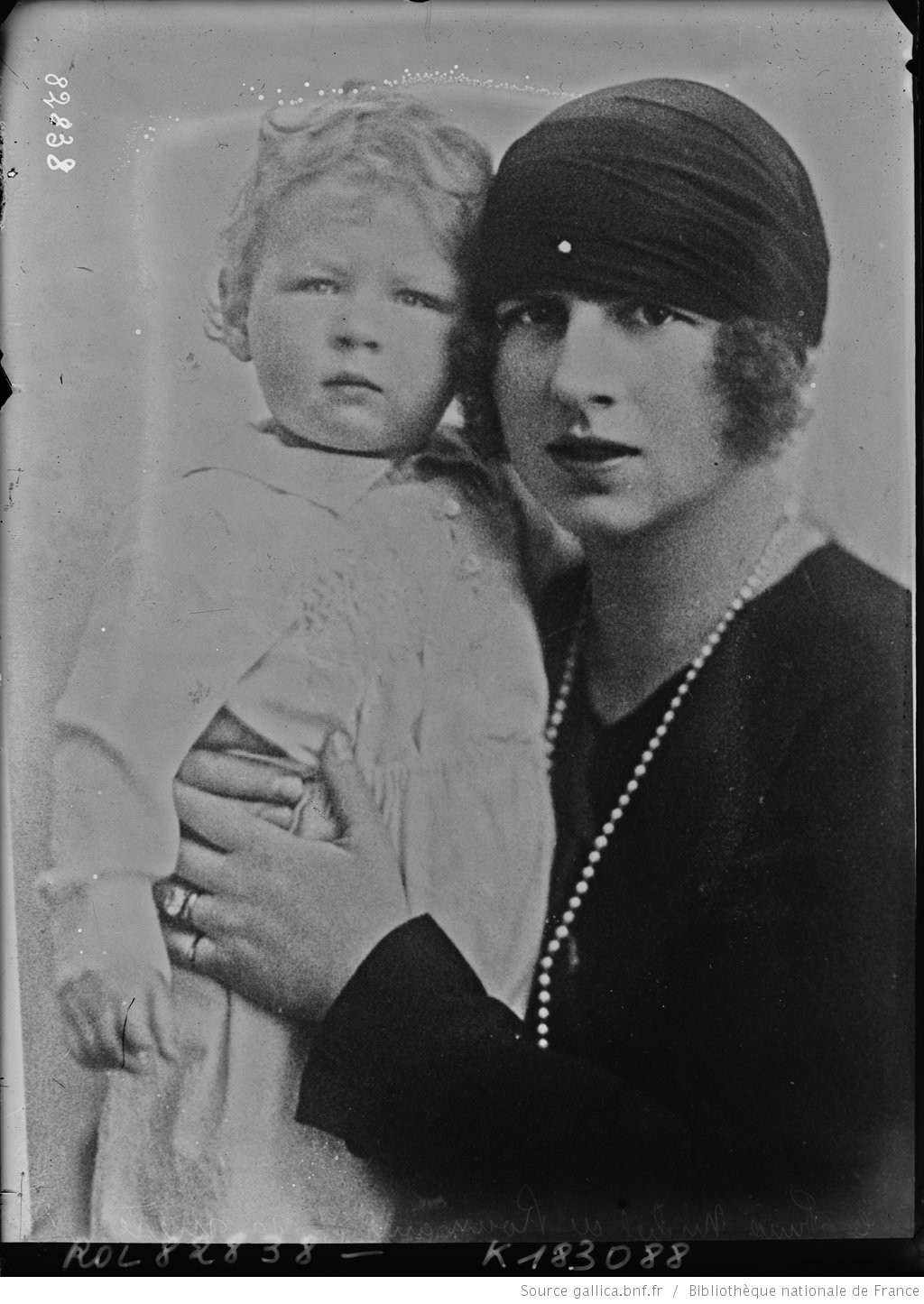
母・王太子妃エレーニに抱かれるミハイ王子

### 最初の即位
1927年に祖父フェルディナンド1世が崩御。父カロルは数々の醜聞により王位継承権を1925年に放棄しており、愛人とともに国外逃亡していた。そのため、わずか6歳の王孫ミハイが即位することになった。幼君を補佐すべく三人の摂政が置かれ、叔父のニコラエ王子が非公式な第一摂政を務めた。
しかしその3年後、父のカロルが突如帰国してミハイ1世を退位させ、代わって自身が国王カロル2世として即位した。退位したミハイは父の王太子と定められた。

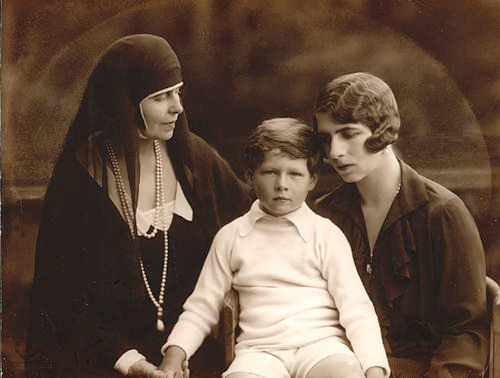
母・王太后エレーニ、祖母・太王太后マリアと並ぶ幼君ミハイ1世（1927～1930年）
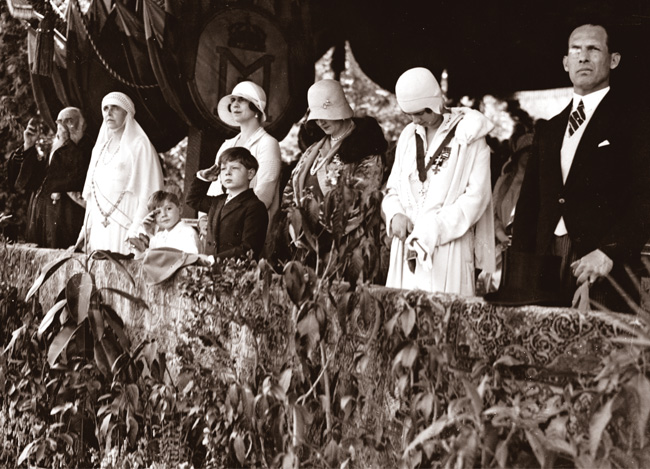
敬礼するミハイ1世。ギリシャ国王ゲオルギオス2世（母の兄）と同妃エリサヴェト（父の妹）、母や祖母らと（1927～1930年）
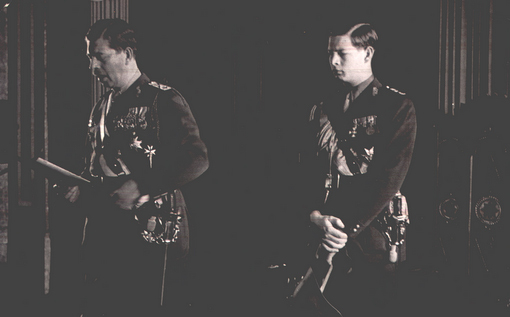
父王カロル2世と王太子ミハイ（1930年代）

### 二度目の即位

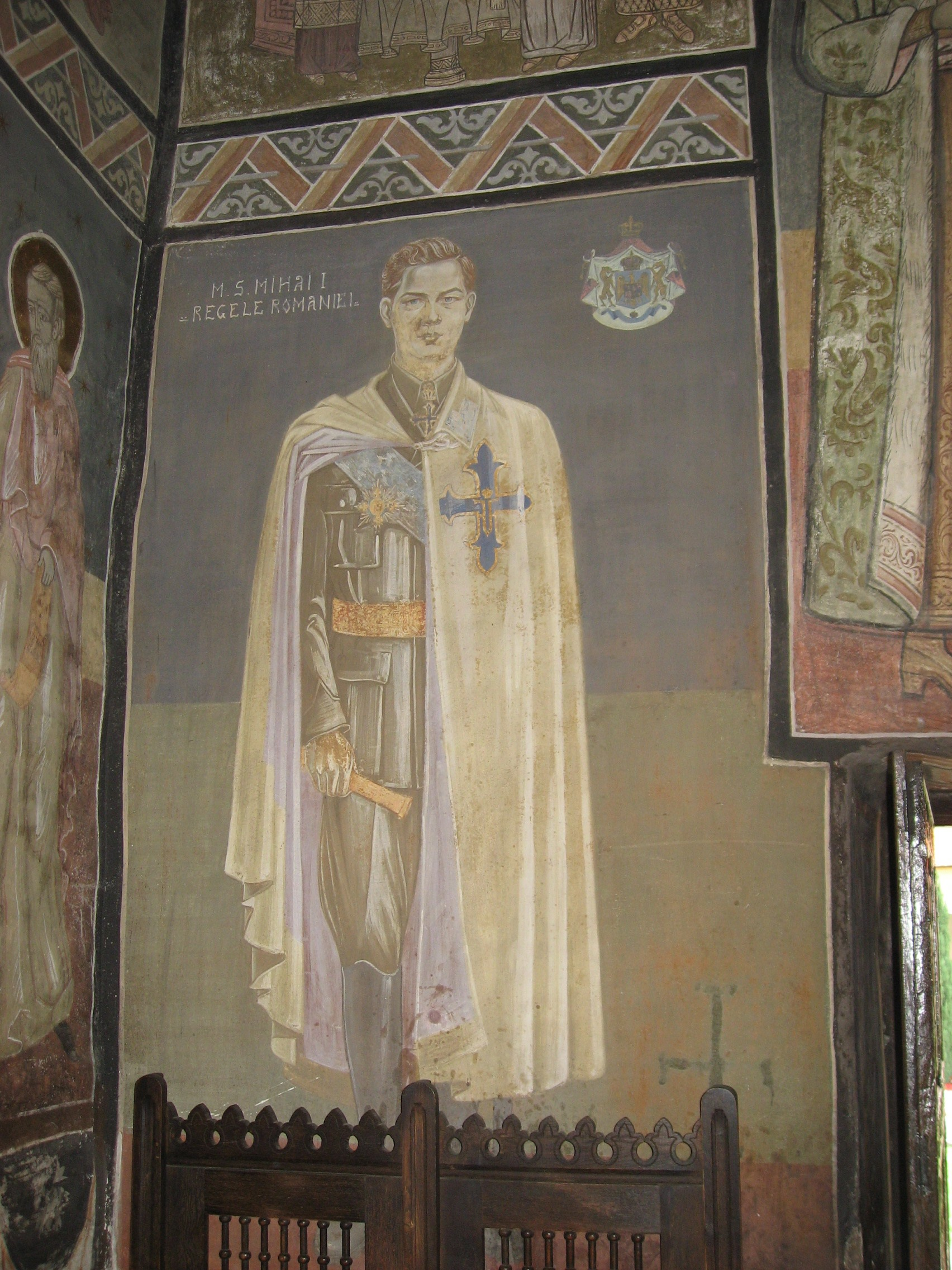
ミハイ1世のフレスコ画

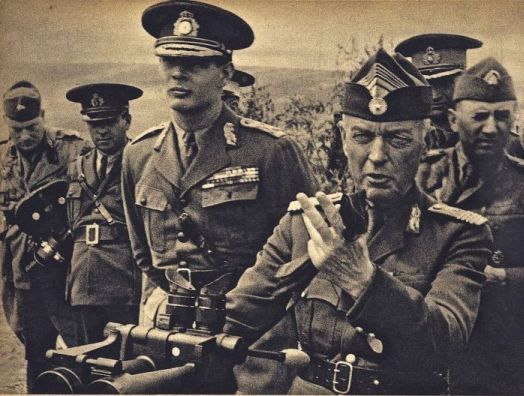
ミハイ1世と国家指導者イオン・アントネスク（1941年）

カロル2世の10年間の親政は安定せず、1940年に元国防相のイオン・アントネスクの圧力によってカロルは退位に追い込まれて再び亡命、ミハイが王位に返り咲くことになった。
ミハイ1世の二度目の統治は、憲法への宣誓と議会の信任抜きで、憲法に違反した王として行われた。ミハイ1世は戴冠式の代わりに、二度目の即位から間もない1940年9月6日に、ブカレストの総主教座大聖堂にてルーマニア正教会総主教ニコディム・ムンテアヌによって王として聖別された。ミハイ1世は二度目の在位期間中、ルーマニア王国の歴史においての唯一の「神の恩寵下にある」完全に非憲法的な神権的君主であった。
しかし、法的にはミハイ1世は軍の最高指導者や全権を有する国家指導者の任命といった幾つかの大権を除き、ほとんどの権限を行使することができなかった。国家指導者に就任したアントネスクが、ルーマニアの独裁権を握った。1941年6月、独ソ戦が始まると、アントネスク支配下のルーマニアも枢軸国側に立って参戦した（第二次世界大戦下のルーマニア）。

### 退位と亡命生活

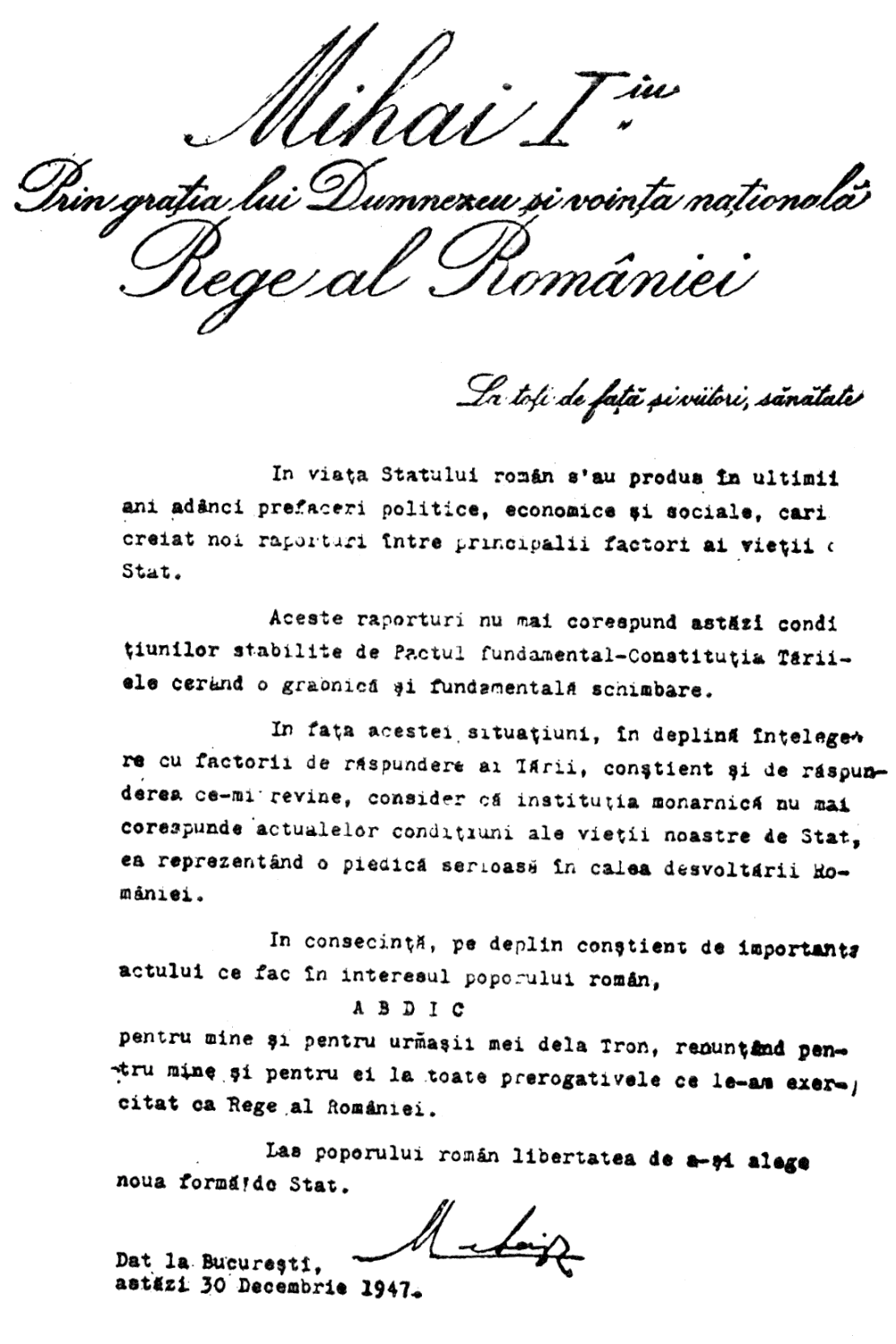
ミハイ1世の退位文書

ドイツが劣勢にまわるとともにアントネスク政権も動揺した。1944年8月23日、ミハイは国防大臣のコンスタンチン・サナテスクらと謀りクーデタ（いわゆるルーマニア革命）を起こしてアントネスクを追放し、連合国側につくことを宣言した。しかしソ連軍による占領を免れることはできず、ルーマニア軍兵士13万人が捕虜としてソ連に送られその多くが消息を絶つなどした。ミハイは親共産党政府の任命を強要されたため、政府から裁可を求められた文書への署名を拒否する「国王のストライキ」で対抗したが、ソ連に加えて米英も政府に従うことを要求したため、政府への非協力を断念した。
1947年12月30日、親共産党の陸軍部隊による包囲のなか、ミハイは事前に用意されていた退位文書に署名し、亡命に追い込まれた。電話回線を切られ、ミハイは国王に忠実な部隊を呼び出すことができなかった。当時のルーマニアではソ連軍の駐留に反対する市民運動が激化して逮捕者が続出しており、一説によれば、ミハイに対しソ連駐留軍のアレクサンドル・ヴァシレフスキー司令官が「退位して国外に去らなければ、逮捕者を処刑する」と脅迫したため、やむなく退位したとも伝えられる。
退位の翌年の1948年にブルボン＝パルマ家のアンヌ・アントワネットと結婚した。
亡命当初は「ホーエンツォレルン公」の称号を名乗ったが、すぐに退位は強制であり無効であるとし、ルーマニア国王の称号を再び名乗る。その後反共政権下のスペインに渡り、イベリア航空のパイロットなどをしながら亡命生活を強いられた。1960年代にはリアジェットの創業者であるビル・リアと知り合い、最初の製品であるリアジェット23のテストパイロットとしても働いていた。
1989年のルーマニア革命によるルーマニア社会主義共和国の崩壊後、1992年にようやく一時帰国を許されるも、時のイオン・イリエスク政権に警戒され、再度帰国を阻まれた。1997年に50年ぶりに市民権を回復したが、以後も自宅のあるスイスに住み続け、スイスとルーマニアを行き来する生活を送った。

### 共和国の「国王陛下」

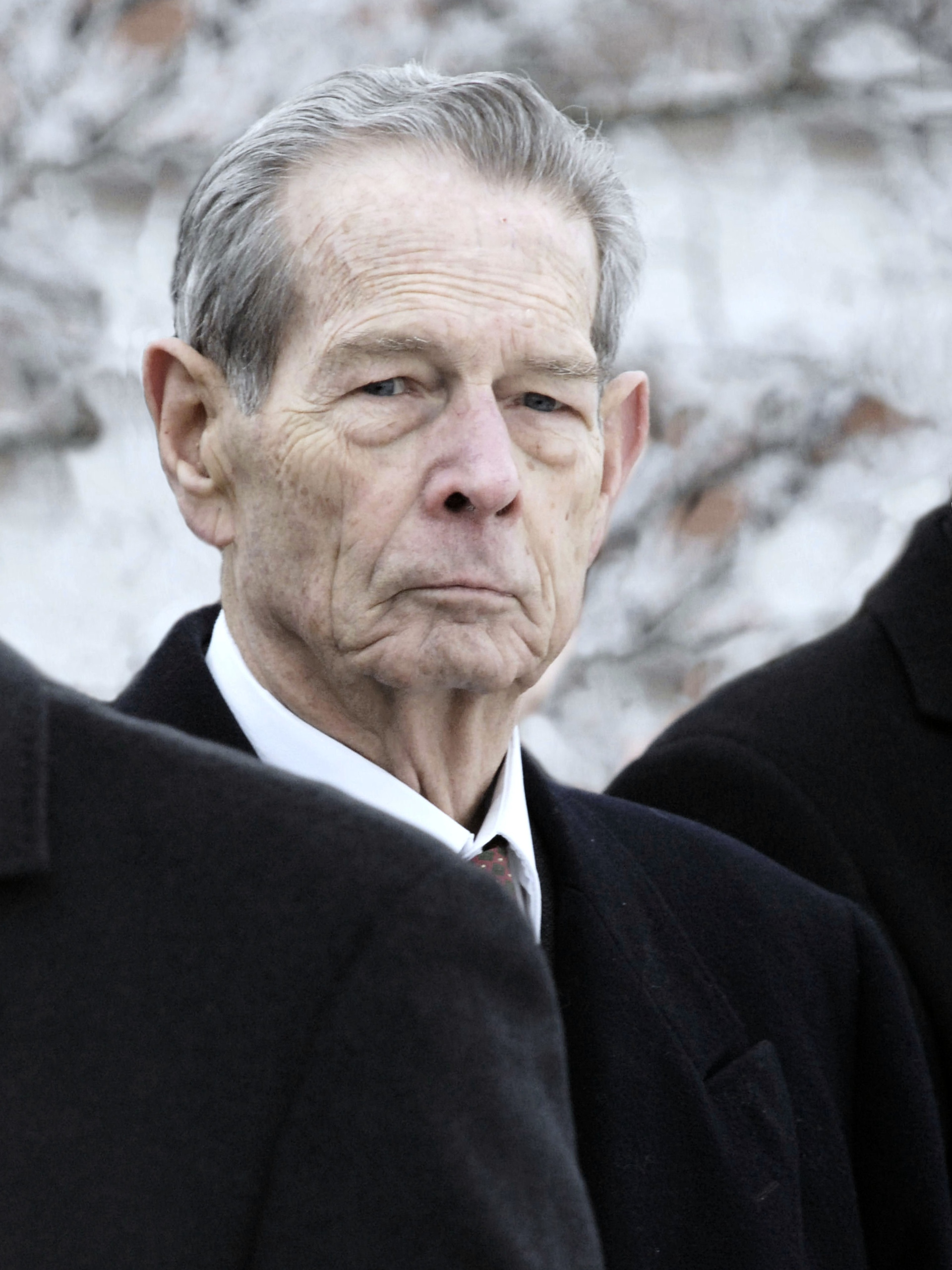
アルバ・ユリア訪問時のミハイ1世（2007年）

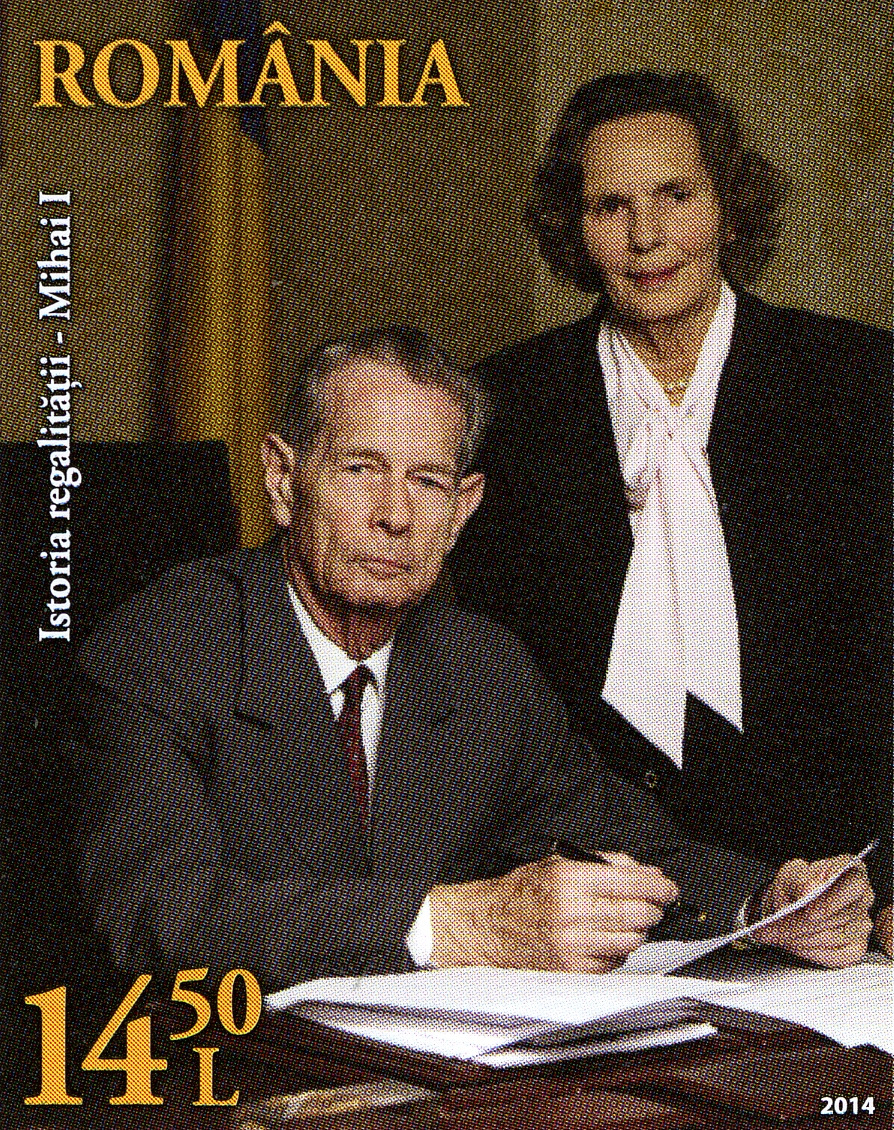
2014年発行の切手「ルーマニアの歴史」より、ミハイ1世とアンヌ妃

2001年7月、娘のマルガレータ王女とともに共和国政府より特別の地位を与えられ、住居・生計・活動費すべてが国庫で保証されるようになった。NATO加盟やEU加盟のために、ヨーロッパ各国王室との縁戚関係をもつ旧ルーマニア王家のチャンネルを有効活用しようとするルーマニア政府の意図によるものである。またミハイ1世自身もこれらの対外交渉を支援しており、その際に接受国では公賓に準じる待遇を受けた。
ルーマニア共和国政府との関係はおおむね良好で、大統領や首相から公式に「陛下」の敬称で呼ばれるなど、国家からの生活保障も相まってルーマニアは君主制と共和制の折衷のような状況となった。
90歳の誕生日となる2011年10月25日、退位後初めてルーマニア議会での演説を行った。「国家としての誇りの回復」と「民主主義の強化」を呼び掛け、多くの議員からスタンディングオベーションを受けたが、トラヤン・バセスク大統領は記念式典を欠席した。またこの年の5月10日には、王家はルーマニアを意味するロムニエイ（a României）を称するようになっている。
国民統合の象徴として広く親しまれた。2012年1月の世論調査では、過去のルーマニア政治指導者のなかで最も信頼できる公人として選出された。2013年7月における調査では、対象となったルーマニア人の56%が、ミハイ1世に対して「良い」もしくは「非常に良い」感情を持っていると答えた。

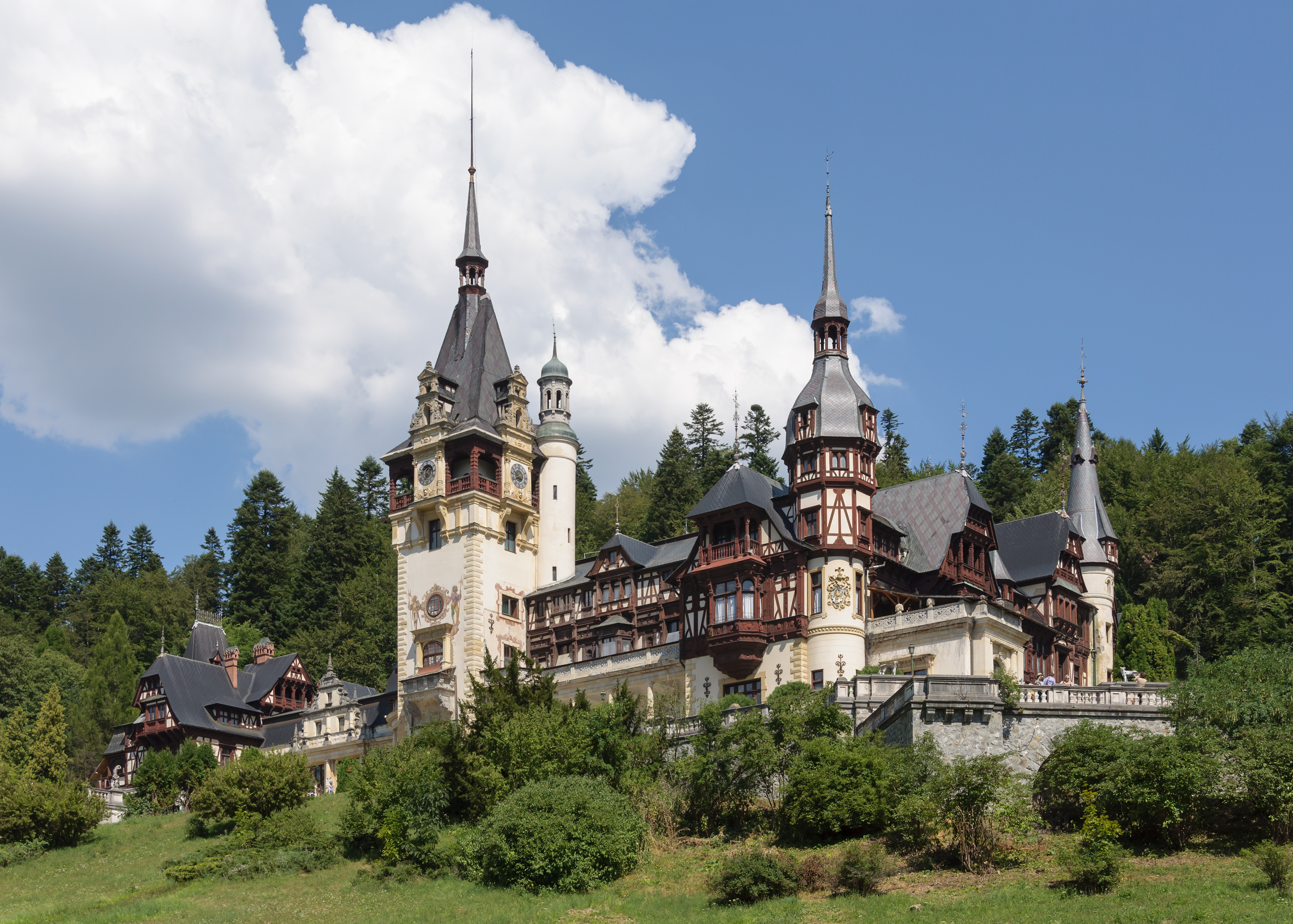
ミハイ1世の所有権が認められた旧ルーマニア王室夏の離宮ペレシュ城
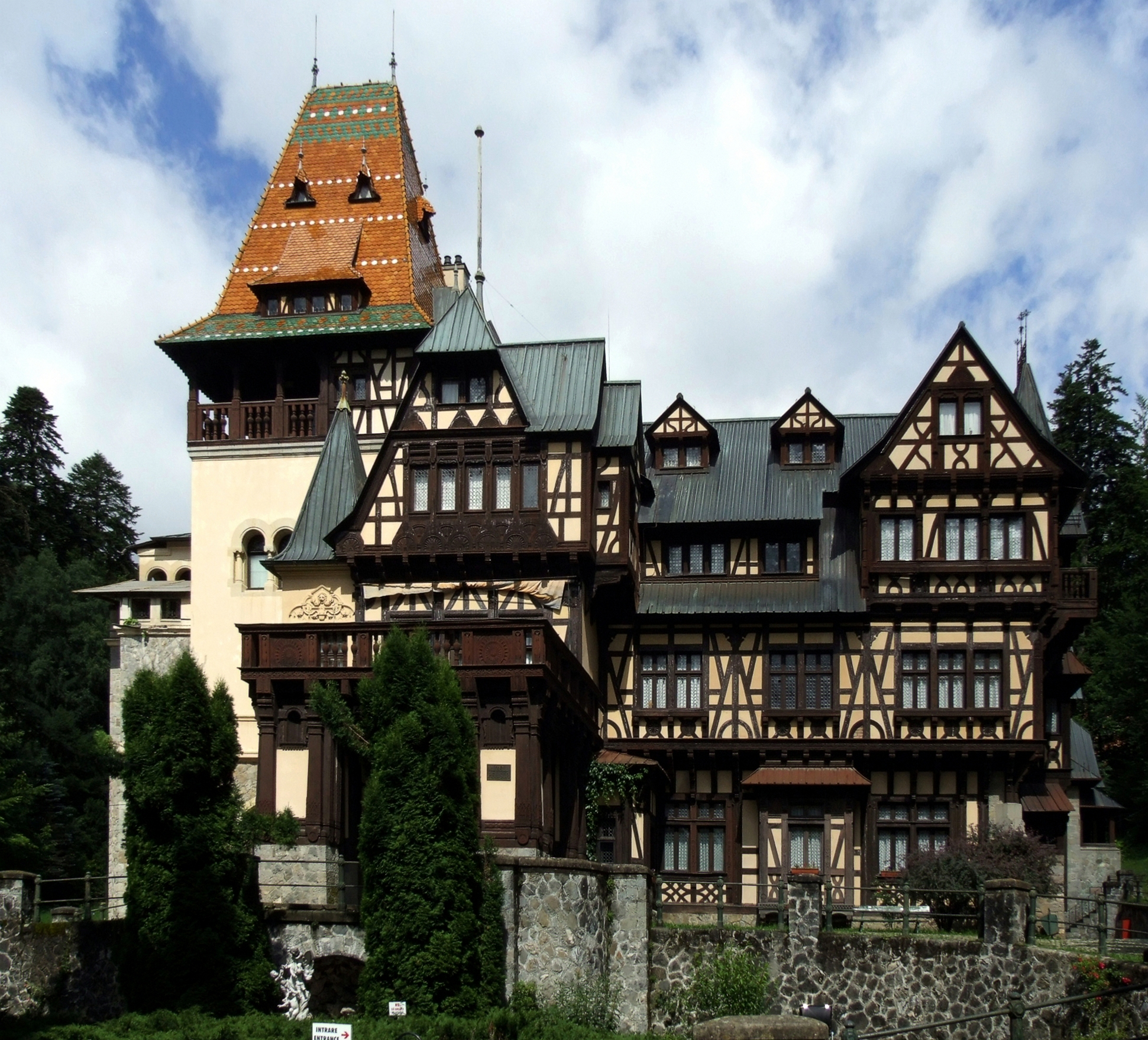
ペレシュ城と目と鼻の先にあるペリショール城（ルーマニア語版）
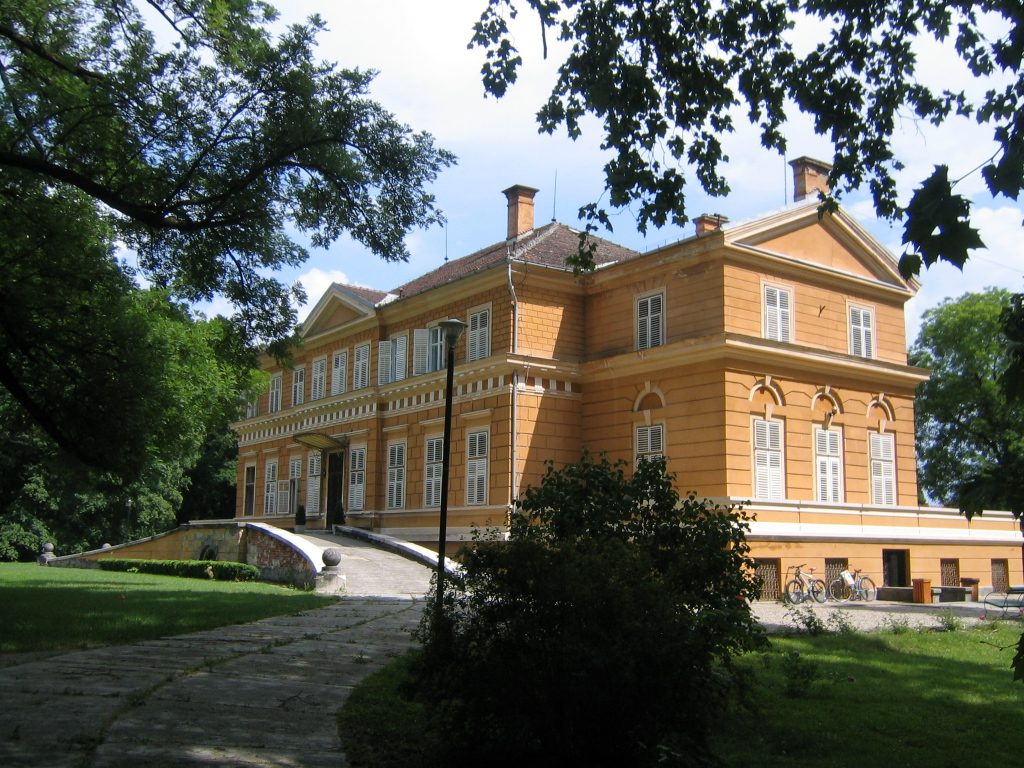
ミハイ1世の所有権が認められた旧ルーマニア王室冬の離宮サブルシン城（英語版）
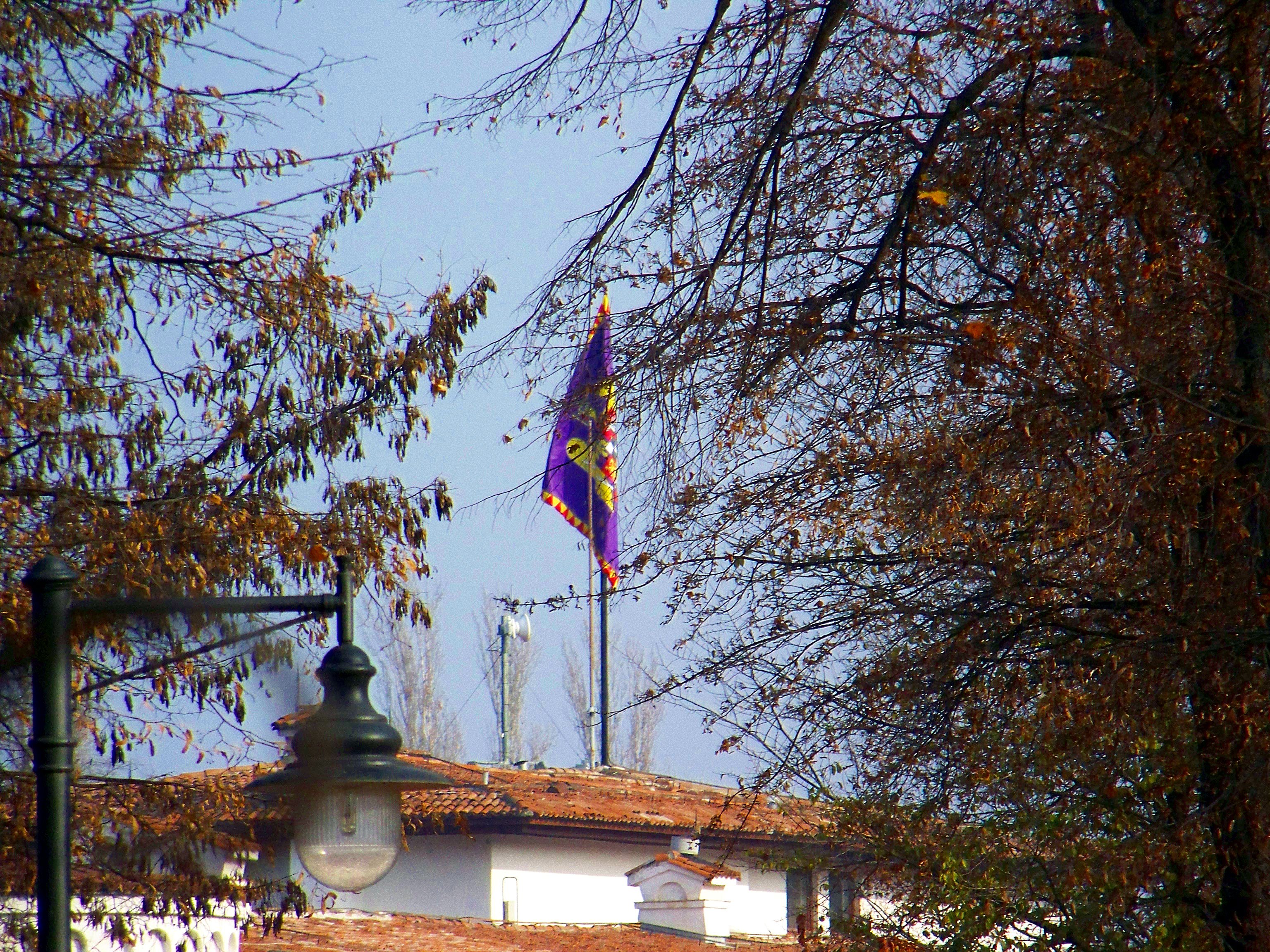
現在のブカレストにおけるルーマニア王家の公邸エリサベータ宮殿（ルーマニア語版）

### 闘病、死去

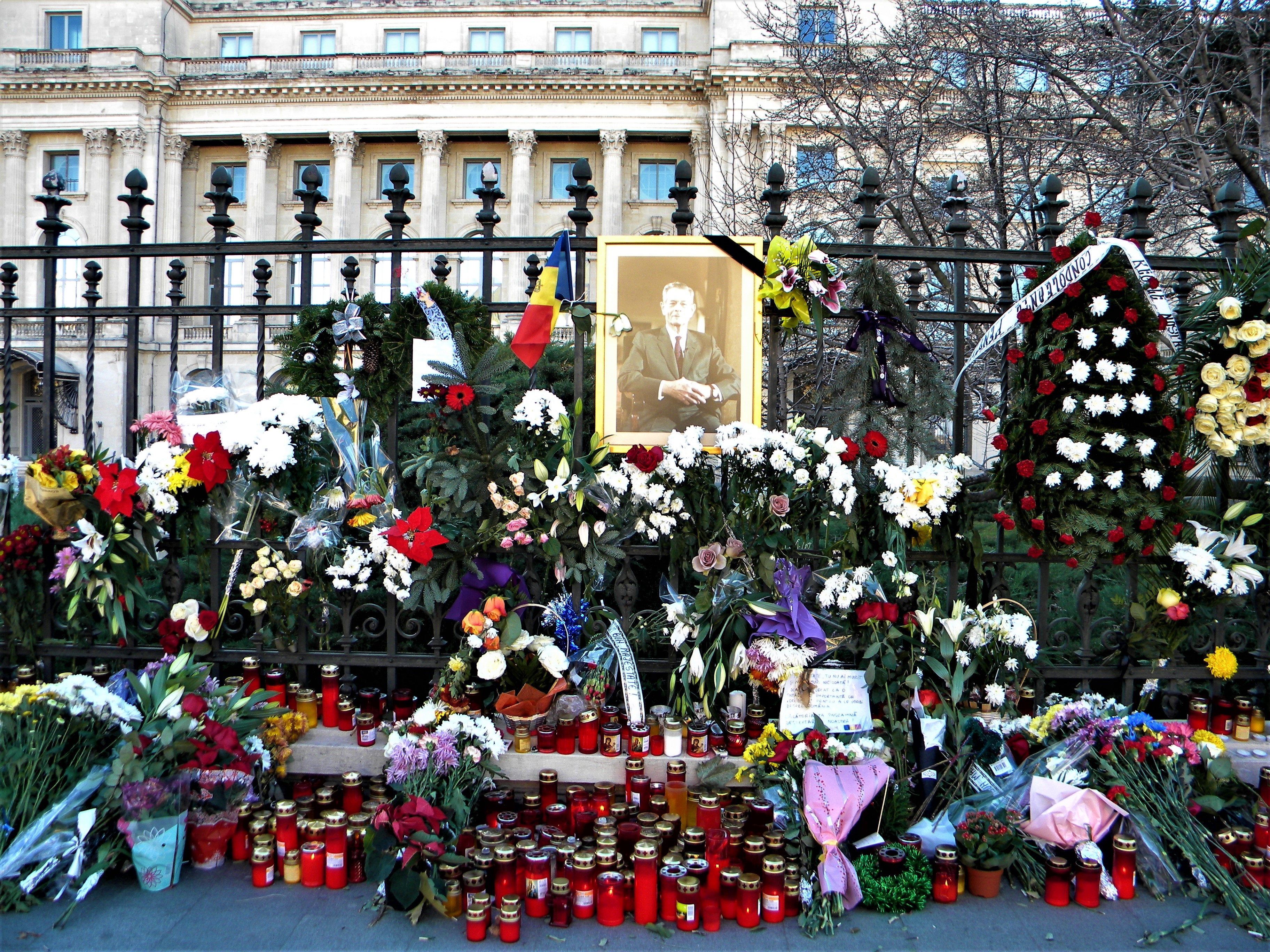
市民により献花やろうそくが置かれたエリサベータ宮殿前（2017年12月8日）

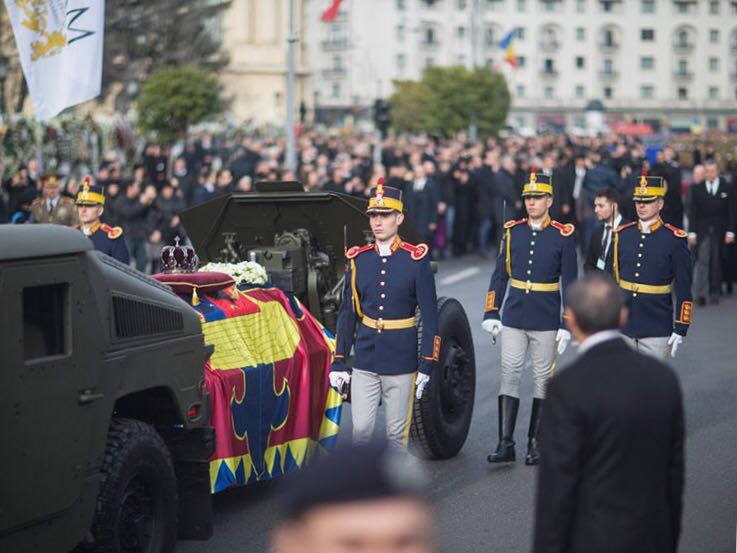
国民葬の様子（１）

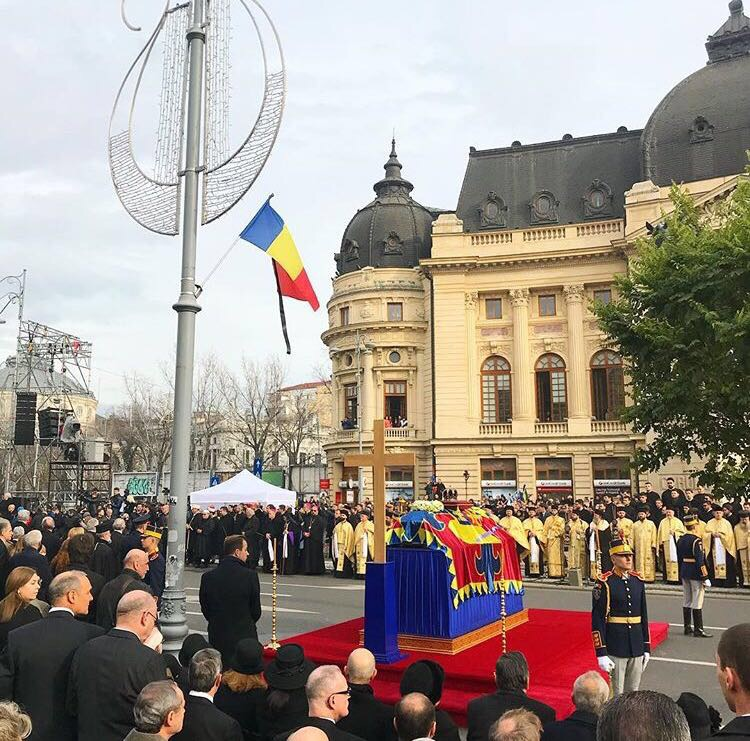
国民葬の様子（２）

2016年3月2日、慢性白血病および転移性類表皮癌の治療のために公的活動から引退することを発表した。この発表はルーマニア国内に大きな衝撃を与え、クラウス・ヨハニス大統領やダチアン・チョロシュ首相は相次いで「陛下」の病状を憂慮し、健康の回復を願うとの趣旨のコメントを発表した。また、同じルーマニア人の国家モルドバのニコラエ・ティモフティ大統領も同様の声明を発表した。
2017年11月6日、ルーマニア王室は療養中のミハイ1世の容態が著しく悪化したと発表した。11月8日、ルーマニア王室はミハイ1世が聖傅機密を受けたことを発表し、担当医はミハイ1世の余命が「数時間から数日間」の深刻な状況にあるとの見解を明らかにしたが、11月11日には「健康状態が改善した」との国営放送ルーマニア・テレビからの報道があった。それからひと月近く命を保って、12月5日、療養先のスイスのオボンヌにある自宅で96歳で死去した。ヨーロッパで最後に生き残った第二次世界大戦の戦時指導者の一人だった。
12月11日、ルーマニア議会においてミハイ1世の追悼式典が催され、最後にルーマニア王国国歌「国王万歳」が流された。共和国議会で王国時代の国歌が流されるのは史上初だった。
12月16日、国立美術館となっているブカレストの旧王宮前で国民葬が営まれ、王家の墓がある教会へ向かう棺の車列を5万人以上が見送った。
| 葬儀参列者（一部）                                 | 備考 |
| -------------------------------------------------- | --- |
| クラウス・ヨハニス                                 | ルーマニア大統領                                                                                         |
| フアン・カルロス1世 同妃ソフィア                   | 前スペイン国王夫妻 ソフィア王妃はミハイ1世の従妹                                                         |
| カール16世グスタフ 同妃シルヴィア                  | スウェーデン国王夫妻                                                                                     |
| チャールズ3世                                      | イギリス王太子（プリンス・オブ・ウェールズ）                                                             |
| アンリ                                             | ルクセンブルク大公                                                                                       |
| ムナー・アル＝フセイン                             | ヨルダン王太后（国王アブドゥッラー2世母）                                                                |
| アストリッド・ド・ベルジック 同夫ローレンツ        | ベルギー王女夫妻（オーストリア＝エステ大公夫妻）                                                         |
| アンナ＝マリア                                     | 元ギリシャ国王コンスタンティノス2世妃 コンスタンティノス2世はミハイ1世の従弟（スペイン王妃ソフィアの弟） |
| ゲオルク・フリードリヒ・フォン・プロイセン         | 旧ドイツ帝室（ホーエンツォレルン家）当主                                                                 |
| カール・ハプスブルク＝ロートリンゲン               | 旧オーストリア帝室（ハプスブルク＝ロートリンゲン家）当主                                                 |
| ゲオルク・ハプスブルク＝ロートリンゲン             | 上記カールの弟                                                                                           |
| ドミニク・ハプスブルク＝ロートリンゲン             | ミハイ1世のいとこ（ルーマニア王女イレアナの2男）                                                         |
| マリア・マグダレーナ・ハプスブルク＝ロートリンゲン | ミハイ1世のいとこ（ルーマニア王女イレアナの3女）                                                         |
| ドゥアルテ・ピオ・デ・ブラガンサ                   | 旧ポルトガル王室（ブラガンサ家）当主                                                                     |
| マリヤ・ウラジーミロヴナ・ロマノヴァ               | 旧ロシア帝室（ロマノフ家）当主                                                                           |
| アレクサンダル2世カラジョルジェヴィチ 同妃カタリナ | 旧セルビア・ユーゴスラビア王室（カラジョルジェヴィチ家）当主夫妻                                         |
| レカ・ゾグ                                         | 旧アルバニア王室（ゾグ家）当主                                                                           |
| エマヌエーレ・フィリベルト・ディ・サヴォイア       | 旧イタリア王室（サヴォイア家）推定相続人                                                                 |
| シャンタル                                         | 旧フランス王室（オルレアン家）成員（パリ伯アンリ6女）                                                    |

## 家族
1947年に、イギリス王女エリザベス（のちのエリザベス2世女王）とエディンバラ公フィリップとの結婚式で、ブルボン＝パルマ家のアンヌ・アントワネット（1923-2016）と出会い、翌1948年に結婚し、5女を儲けた。
1. マルガレータ（1949年 - ）
2. エレナ（英語版）（1950年 - ）
3. イリナ（英語版）（1953年 - ）2013年8月、在住しているアメリカにおいて闘鶏賭博の容疑で、夫婦そろって逮捕された。王室構成員から除外。
4. ソフィア（ルーマニア語版）（1957年 - ）
5. マリア（ルーマニア語版）（1964年 - ）

ルーマニアの王位継承法において、女子には王位継承権が与えられていなかった。ミハイ1世には嫡出の弟もいないため、ルーマニアの王位請求権は、最も近親の男子である又従弟のフリードリヒ・ヴィルヘルム（2010年死去）に移ることになっていた。しかしミハイの退位60周年となる2007年12月30日、ミハイ1世はルーマニア王室基本家憲を改定し、長女マルガレータを王位継承者とし「ルーマニア王太女（Principesa Moștenitoare a României）」を名乗らせた。
2011年5月10日、ホーエンツォレルン＝ジグマリンゲン家との関係を断ち切ることを宣言した。これによりミハイ1世およびその子孫のホーエンツォレルン侯子・侯女の称号は放棄されることとなった。
マルガレータと夫ラドゥ・ドゥダには子供が無いため、次女エレナの長男ニコラス・メドフォース＝ミルズ, 1985年 - ）が次世代の後継者になると考えられていたが、ニコラスは2015年8月1日に女性問題から継承権を剥奪され、その妹エリザベータが継承順位第3位となった。
なお、父カロル2世の庶子（ミハイ1世の兄）カロル・ランブリノの長男パウル・ランブリノ（パウル＝フィリップ・ホーエンツォレルン）は、叔父であるミハイ1世の正統性を否定し、自身がルーマニア王家家長となるべきであると主張している。パウルは、ルーマニア王家とホーエンツォレルン＝ジグマリンゲン家との断絶宣言にも批判的である。

## 系譜
| ミハイ1世 | 父: ルーマニア国王 カロル2世 | 祖父: ルーマニア国王 フェルディナンド1世 | 曾祖父: ホーエンツォレルン侯 レオポルト[1]             |
| ミハイ1世 | 父: ルーマニア国王 カロル2世 | 祖父: ルーマニア国王 フェルディナンド1世 | 曾祖母: ポルトガル王女 アントニア[2]                   |
| ミハイ1世 | 父: ルーマニア国王 カロル2世 | 祖母: マリア                             | 曾祖父: ザクセン＝コーブルク＝ゴータ公 アルフレート[3] |
| ミハイ1世 | 父: ルーマニア国王 カロル2世 | 祖母: マリア                             | 曽祖母: ロシア大公女マリア[4]                          |
| ミハイ1世 | 母: エレーニ[9]              | 祖父: ギリシャ国王 コンスタンティノス1世 | 曾祖父: ギリシャ国王 ゲオルギオス1世[5]                |
| ミハイ1世 | 母: エレーニ[9]              | 祖父: ギリシャ国王 コンスタンティノス1世 | 曾祖母: ロシア大公女オルガ[6]                          |
| ミハイ1世 | 母: エレーニ[9]              | 祖母: ソフィア[8]                        | 曾祖父: ドイツ皇帝フリードリヒ3世                      |
| ミハイ1世 | 母: エレーニ[9]              | 祖母: ソフィア[8]                        | 曽祖母: イギリス王女ヴィクトリア[7]                    |

1. 初代ルーマニア国王カロル1世の兄。一時、スペイン国王に推挙され、普仏戦争の遠因となった。
2. ポルトガル女王マリア2世の三女
3. イギリス女王ヴィクトリアとアルバート王配の次男、[7]の弟
4. ロシア皇帝アレクサンドル2世と皇后マリア・アレクサンドロヴナの次女、[6]の従妹
5. デンマーク国王クリスチャン9世とヘッセン＝カッセル＝ルンペンハイム方伯女ルイーゼの次男で、兄はデンマーク国王フレゼリク8世、姉は イギリス国王エドワード7世妃アレクサンドラ、妹はロシア皇帝アレクサンドル3世皇后マリア・フョードロヴナ
6. ロシア皇帝ニコライ1世の次男コンスタンチン大公とアレクサンドラ・イオシフォヴナ大公妃の長女、[4]の従姉
7. [3]の姉
8. ドイツ皇帝ヴィルヘルム2世の妹
9. 兄はともにギリシャ国王ゲオルギオス2世とアレクサンドロス1世、弟もギリシャ国王パウロス1世

- 従妹：ソフィア - スペイン王フアン・カルロス1世妃

ギリシャ国王パウロス1世の王女で、ミハイ1世とはギリシャ国王コンスタンティノス1世夫妻を祖父母とする従兄妹同士となる

## 栄典
- イギリス：ロイヤル・ヴィクトリア勲章 - 1937年
- ソビエト連邦：勝利勲章 - 1945年7月6日